# Cullom
Cullom – wieś w Stanach Zjednoczonych, w stanie Illinois, w hrabstwie Livingston.